# Susanne Keil
Susanne Keil (Frankfurt am Main, 18 mei 1978) is een voormalig atlete uit Duitsland.
Op de Wereldkampioenschappen atletiek 2003 wierp Keil 66,38 meter, wat haar de vijfde plaats opleverde.
Op de Olympische Zomerspelen van Athene in 2004 nam Keil deel aan het onderdeel kogelslingeren.
Met 66,35 meter kwam ze niet verder dan de kwalificaties.

## Persoonlijk record
| Onderdeel      | Resultaat | Jaar |
| -------------- | --------- | ---- |
| Kogelslingeren | 72,74 m   | 2005 |

- World Athletics: 14278282